# 금당초등학교 (경기)
금당초등학교는 대한민국 경기도 여주시에 있는 공립 초등학교이다.

## 학교 연혁
- 1936년 4월 1일 금당간이학교 설립인가(금당2리)
- 1941년 8월 11일 금당국민학교 설립인가(금당1리)
- 1941년 12월 2일 금당국민학교 개교
- 1967년 12월 13일 금당국민학교 원숭분교가 송삼국민학교로 승격 분리
- 1981년 3월 10일 금당국민학교 병설유치원 개원
- 1996년 3월 1일 금당초등학교로 교명 개칭
- 2003년 11월 9일 도서실(지혜의 샘) 및 다목적 교실 개관
- 2004년 11월 28일 경기도 학교 홈페이지 경연대회 3회 연속 은상 수상
- 2006년 8월 10일 경기도교육청지정 돌아오는 농촌학교 육성사업 선정
- 2007년 10월 24일 경기도교육청지정 ICT활용 교육 시범학교운영 발표
- 2009년 9월 1일 교원능력개발평가 시범학교 운영
- 2010년 12월 1일 경기도 전통문화 체험학습장 운영 최우수교 표창
- 2010년 12월 30일 경기도 교육청 학교평가 최우수교 표창
- 2011년 3월 1일 제25대 김한석 교장 선생님 취임
- 2011년 9월 1일 경기도교육청 혁신학교 지정 운영
- 2012년 2월 16일 금당초등학교 제67회 졸업(총 3,509명)
- 2012년 3월 1일 초등 6학급 편성(유치원 1학급)

## 참고 자료
- 금당초등학교 - 한국교육학술정보원 학교알리미